# 莫茲多克區

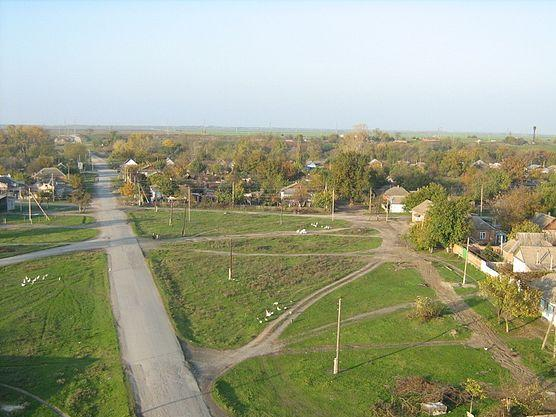

43°45′00″N 44°39′00″E / 43.7500°N 44.6500°E
莫茲多克區（俄语：Моздокский район），是俄羅斯的一個區，位於該國西南部，由北奧塞梯-阿蘭共和國負責管轄，面積1,080平方公里，2010年人口84,682，人口密度每平方公里78.41人。